# Кісісхеві
Кісісхеві (груз. კისისხევი) — село в Грузії.
За даними перепису населення 2014 року в селі проживає 1916 осіб.